# INTJ

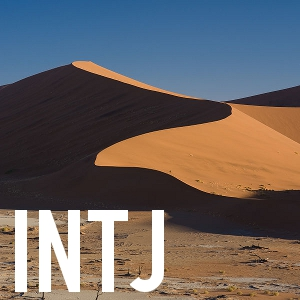
根据Myers-Briggs公司，INTJ被称为“概念上的规划师”（conceptual planner）。

INTJ是迈尔斯-布里格斯性格分类法（MBTI）中十六种人格类型之一:30-31，缩写意为内向（英語：Introverted）、直觉（英語：iNtuition）、思考（英語：Thinking）、判断（英語：Judging）:6，原型来自荣格类型学理论中“以直觉主导的内向型”（英語：Introverts with dominant intuition），后来由迈尔斯和布里格斯完善为“以直觉主导、以思考辅助的内向型”（英語：Introverts with dominant Intuition and auxiliary Thinking）:22-23。
在凯尔西气质分类法中，INTJ被称为“策划人”（英語：Mastermind），属于理性主义者的四种气质之一:199。
综合各方统计，INTJ类型约占人口的1-4%:199。

## 理论基础

### 迈尔斯-布里格斯性格分类法（MBTI）
《MBTI手冊》指出，該指標「旨在實施一種理論；因此必須理解理論才能理解MBTI」。MBTI強調天生差異的意義；其基本假設是，我們在理解自身經歷的方式上有着特定的偏好，這些偏好支撐着我們的興趣、需求、價值觀和動機。該理論的精髓是，人類的許多看似隨機變化的行為其實是相當有序而規律的，這是因為個體在「感知」和「判斷」的方式上存在根本差異。MBTI評量工具旨在幫助識別健康行為中的感知和判斷模式。
MBTI的理論基礎是瑞士精神科醫生卡爾·榮格（Carl Jung）在1921年提出的一項具影響力的理論——心理類型。榮格認為，人們使用實感、直覺、情感和思考四種主要的心理功能來體驗世界，而人在大多數時候由其中一種功能主導。綜上，榮格提出了兩對一分為二的認知功能的存在：
- 「理性」的判斷功能：思考和情感
- 「非理性」的感知功能：實感和直覺

榮格認為，對於每個人來說，每個功能都主要以內向或外向的形式表達。基於榮格的原始概念，布里格斯和邁爾斯開發了她們自己的心理類型理論，組成四個類別——外向/內向（E/I）、實感/直覺（S/N）、思考/情感（T/F）、判斷/感知（J/P）；根據MBTI的論述，每個人在每個類別中各有一個偏好的特質，形成16種獨特的類型。MBTI的16種類型由四個字母縮寫來指代，這些縮寫分別來自該類型4種偏好的英文名稱首字母，不過「Intuition」（直覺）除外，它使用縮寫「N」來將其與「Introverted」（內向）的「I」區分開來。
| MBTI的16種類型                                       |      |      |      |
| ISTJ                                                 | ISFJ | INFJ | INTJ |
| ISTP                                                 | ISFP | INFP | INTP |
| ESTP                                                 | ESFP | ENFP | ENTP |
| ESTJ                                                 | ESFJ | ENFJ | ENTJ |
| 這個類型指標由邁爾斯所創，以擴展榮格的心理類型理論。 |      |      |      |

### 凯尔西气质分类法
大衛·凱爾西（David Keirsey）在了解MBTI系統後開發了「凱爾西氣質分類法」，這四種「氣質」可追溯到古希臘的傳統。他將這些氣質映射到邁爾斯與布里格斯創建的SP、SJ、NF和NT分組，並為MBTI的16種人格類型逐個命名：
| SP組 （工匠）       | ESETIP創業者   | ISETIP手藝人 | ESEFIP表演者 | ISEFIP作詞人 |
| SJ組 （監護人）     | ESITEJ監督人   | ISITEJ調查員 | ESIFEJ供給者 | ISIFEJ保護者 |
| NF組 （理想主義者） | ENIFEJ教育家   | INIFEJ咨詢師 | ENEFIP捍衛者 | INEFIP治療師 |
| NT組 （理性主義者） | ENITEJ陸軍元帥 | INITEJ策劃人 | ENETIP發明家 | INETIP建築師 |

## 类型动力学

### 四个偏好
MBTI通過以下偏好將人們歸類：:5-7
- 能量態度（注意力方向與能量來源）：外向或內向（E/I）
- 感知功能（信息收集方式）：實感或直覺（S/N）
- 判斷功能（決策方式）：思考或情感（T/F）
- 生活態度（對待外在世界的方式）：判斷或感知（J/P）

四個字母的組合遵循E/I、S/N、T/F、J/P的順序，由此產生了16種可能的字母組合，如ESTJ、ISFP、INFJ、ENTP等16種獨特的類型:29。在MBTI的理論中，「類型」表達的信息量不只是「4個偏好」，它代表了功能（S、N、T、F）、能量態度（E、I）以及對外界的態度（J、P）之間的一組複雜的動態關係:29。根據MBTI的論述，每組二分法的兩個「偏好」類似左撇子與右撇子，人們確實會使用雙手，但通常會用喜歡的那隻手伸手，因為那樣更自然:117。更重要的是，所有偏好和類型都同樣有價值，MBTI並不顯示一個人的能力。每種人格類型都有它自己的潛在優勢，和提供機遇能讓這優勢成長的領域:52
- I——内向态度相对于外向态度（E）。偏好内向态度的人倾向通过处理内心世界和头脑中的想法、图像、记忆和反应来获取能量。他们通常偏好独立作业，或是与一两个相处舒适的人共事。他们需要时间深思，以确定接下来的行动。对他们来说，概念几乎是实实在在的东西，有时比起实物，他们更喜欢概念本身[25]。
- N——直觉功能相对于实感功能（S）。偏好直觉功能的人对外来信息的关注点侧重于印象、含义和规律。他们偏好的学习方式是思考问题，而非动手实践。他们对新事物和可能性感兴趣，因此他们更多地思考未来，而非过去。他们喜欢研究象征性事物和抽象理论，即使未知如何将其应用出来。他们对事件的记忆更多是整体印象，而不是真实发生的事实或细节[26]。
- T——思考功能相对于情感功能（F）。偏好思考功能的人倾向于通过基本真理和原则来做决定，不管实际情况如何。他们喜欢分析优缺点，并希望做出前后一致且合乎逻辑的决策。他们试图不带有任何感情，不受自己或他人的意愿影响[27]。
- J——判断态度相对于感知态度（P）。偏好判断态度的人在他们的外在生活中使用其判断功能——思考（T）或情感（F）。他们似乎更喜欢有计划或有秩序的生活方式，喜欢把事情安排得井然有序。完成决策使他们感到更安心，并喜欢尽可能地掌控生活[28]。

### 认知功能

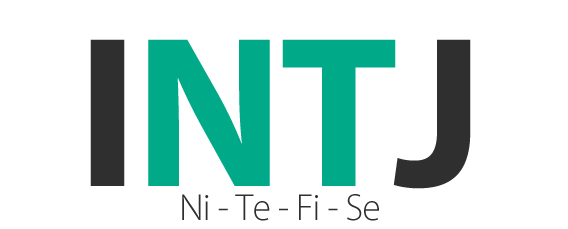
INTJ类型的功能层级

根据类型动力学，MBTI四组偏好中4种功能（S、N、T、F）通过不同态度（E、I、J、P）进行组合和互动，最终形成“功能叠列”（英語：function stack），即完整的人格类型。在功能叠列中，4个功能根据它们的“意识”强度进行降序排列，依次为“主导”（英語：dominant）、“辅助”（英語：auxiliary）、“第三”（英語：tertiary）及“劣势”（英語：inferior）功能，即第一至第四功能。主导功能是人格类型的核心优势，辅助功能则相当于副驾驶，而第三与劣势功能的意识和发育都较少。
随着类型发育（英語：type development）的终身过程，个体将逐步获得对两个感知功能（S/N）及两个判断功能（T/F）的更大控制和熟练度。一般情况下，主导功能在7岁以前开始发育，辅助功能则在20岁以前开始发育，第三功能和劣势功能则分别出现于中年时期或更晚。
根据类型动力学，INTJ类型的主导、辅助、第三及劣势功能（即第一至第四功能）分别为内向直觉（Ni）、外向思考（Te）、内向情感（Fi）及外向实感（Se）。

#### 主导功能：内倾直觉（Ni）
内向直觉（简称Ni）是偏好直觉和判断类型（xNxJ）的主导或辅助功能。根据《MBTI手册》第三版，Ni的定义如下：
| 将能量引导向内，专注于潜意识图像、关联和规律，以此形成内在视野及洞察力:23。 |

根据德伦特博士（Dr. A.J. Drenth）的论述，Ni使用者尤其依赖视觉感官，即以图像思考，许多INJ型的人常被指具有远见和洞察力。Ni的视觉本质与Se相关，但Se协调环境的细节，而Ni更多地关注整体印象和深度洞悉。Ni功能被描述为“看见”，除了指心智的视觉化，亦指“理解”——俯瞰大局，或是看透表象。
对于INTJ型的人而言，主导功能Ni是一种潜意识的感知功能，无法真正受控，因为Ni的洞察力似乎是凭空出现的，发展成熟的INTJ能够有意识地掌控Ni的运作。表面上，Ni的预知能力和洞察力近乎超自然能力，实际上，Ni依赖Se所收集的感官信息，整合形成深层次的图像。因此INTJ尤其依赖视觉感官，以图像、符号、梦境或规律等直觉形式思考。

#### 辅助功能：外倾思考（Te）
外向思考（简称Te）是偏好思考和判断类型（xxTJ）的主导或辅助功能。根据《MBTI手册》第三版，Te的定义如下：
| 通过运用明晰度、目标导向和果断行动，寻求对外部环境的逻辑秩序:23。 |

根据德伦特博士（Dr. A.J. Drenth）的论述，Te在人际关系中表现出理性判断并诉诸断言，因此TJ类型的人被形容为“大声地思考”。Te旨在理性地理解并完善外部系统或体系，以增强其效率和效益，过程中利用了经验数据和既定程序。综上，学者将Te功能描述为“结构化”。
对于INTJ型的人而言，理性功能Te辅助非理性功能Ni系统化，有助INTJ将他们的直觉转化为常人可理解的文字、图表或公式，以及在工作中遵循线性逻辑并纳入客观数据。Te的外在表现可能使INTJ被误解为固执或封闭的人，但他们的内在是更开放的（Ni）。与Fe不同的是，Te不近人情，难以凝聚共识与团体士气，因此INTJ可能难以在情感上激励他人相信自己笃定的“真理”，从而感到沮丧甚至虚无主义。

#### 第三功能：内倾情感（Fi）
内向情感（简称Fi）是偏好情感和感知类型（xxFP）的主导或辅助功能。根据《MBTI手册》第三版，Fi的定义如下：
| 通过对自己和他人的内在价值观及外在行为的敏感度，寻求颇具意义且复杂的内在和谐:23。 |

根据德伦特博士（Dr. A.J. Drenth）的论述，Fi功能导向内部，以高度独立为基础，引导并管理个人情感和价值观。FP类型的人通常不会直抒胸臆，而是借由其他认知功能来表达。他们以核心价值观来引导生活与事业，若自己的价值观受到挑战，他们会不惜违抗社会规范。由于Fi功能比任何其他功能都更能自然地欣赏生命本身的神圣价值，学者将Fi功能描述为“珍视”。
对于INTJ型的人而言，其Fi是第三功能，并不代表他们生性凉薄，但他们内在的情感和信念很难被他人发现。INTJ使用Fi将他们的情感集中地投放在有限的个体上，如家庭成员和一两个挚友，但他们对拓展社会关系兴趣不大。在事业中，Fi可能激励INTJ投身社会变革，或是致力于社会公义和公平。Fi也可能促使INTJ对心理学等自我认知的课题产生兴趣。

#### 劣势功能：外倾实感（Se）
外向实感（简称Se）是偏好实感和感知类型（xSxP）的主导或辅助功能。根据《MBTI手册》第三版，Se的定义如下：
| 将能量向外引导，并通过专注于当下积累的详细而准确的感官数据，来获取信息:23。 |

根据德伦特博士（Dr. A.J. Drenth）的论述，Se功能常与五感相关，协调个体与物理环境的关系，这种动物本能可以很好地适应弱肉强食的社会。因此SP型的人充满了本能的感官欲望，喜欢新奇的感官刺激、物质享受和动作带来的快感，甚至会养成奢侈的品味，因为他们欣赏这种地位象征。综上，Se功能被描述为“体验”。
对于INTJ型的人而言，Se功能位处劣势，使他们难以协调生活中的细节和有形的事物，而且不以为意。但他们的神经系统高度敏感，会下意识地接收外界的刺激，容易被动地引发过度沉浸。对于INTJ来说，物质和感官体验是不安全的，由此产生的抵触心理可能使他们与实感（S）世界脱节。但随着INTJ逐步发展Se，它可能成为巨大的快感来源，也可能引起恐惧、压力和沮丧。

#### 阴影功能
后来的人格类型研究者（特别是琳达·V·贝伦斯）在这个降序排列中添加了四个附加功能。这些功能被称为阴影（英語：Shadow）功能，因为一个人并不自然地倾向于它们，但在压力之下它们也会浮现。对INTJ来说，这些阴影功能是（按次序）：
| 将能量向外引导，以纵览新的想法、有趣的模式和未来的可能性:23。 |

| 通过深度思考并建立一套用于理解的逻辑系统，以追求内部思维的准确性和秩序:23。 |

| 通过组织和构建环境来满足人们的需求与自己的价值观，以追求和谐:23。 |

| 向内引导能量，并存储外部现实和内部思想经验的事实与细节:23。 |

## 特征
根据《MBTI手册》，以下是偏好INTJ类型的人可能有的天赋、特质、外在评价和潜在的成长空间:64,74。
《MBTI手册》对INTJ类型的简述如下:64：
具有独创性思维和强大的动力，来落实理念和达成目标。迅速地看出外部事件的规律，并建立长远的视角以诠释它们。一旦承诺了某件事情，便会组织妥当并贯彻到底。持怀疑精神，独立自主，对自己和他人的才干和表现都有高要求。

### 天赋
偏好INTJ类型的人对未来的可能性（英語：possibilities）有着清晰的愿景，并具备实现这些理念的动力和组织性。他们热爱那些错综复杂的难题，喜欢对艰深的理论和抽象事物进行综合。一旦他们建立起自己的总体架构，便会制定战略来实现目标。他们的全局思维，引导着他们在大型体制内建构出有前瞻性的目标，并制定大刀阔斧的规划以付诸实践:74。
INTJ类型的人重视知识，对自己和他人的才干有较高的期望。他们尤其讨厌困惑、失序和效率低下的情况:74。

### 特质
INTJ型的人从全局的角度（英語：global perspective）看问题，迅速觉察新信息与整体大局之间的关联性。他们更加信赖自己洞察到的关联性，而非权威或主流意见。枯燥的例行事务会扼杀他们的创造力。INTJ类型的人主要在内心世界使用他们的直觉偏好，以此在内心建立起复杂的架构和未来的蓝图:74。他们可能是：
- 富洞察力和创造性的综合者（英語：synthesizers）
- 概念性的、眼光长远的思考者[2]:74

INTJ类型的人使用思考偏好来作出符合逻辑的决策。他们带着批判的眼光评估一切，迅速找出需要解决的问题。在有需要的情况下，他们会表现得强硬而果断:74。INTJ型的人通常是：
- 清晰而简明扼要的
- （在理性、抽离视角、客观上）批判的[2]:74

INTJ类型是很好的长期规划者，并经常在团体或机构中升迁至领导地位。他们独立自主，认为其他人的感知和判断不如自己的可靠，并将知识和才干的最高标准严格地应用在自己身上:74。

### 外在评价
INTJ类型的人向外界展示出沉着、果断、自信的一面，不过他们可能很难参与社交对话。他们通常不会直接表达出自己最具潜在价值的部分——创造性洞悉（英語：creative insights），而是把它们转化为符合逻辑的决策、观点和计划，并明确地表达出来。当新的证据出现时，INTJ类型的人非常愿意改变观点，因此，其他人有时会认为INTJ类型是难以捉摸的，这可能使INTJ型的人感到惊讶:74。其他人通常认为INTJ型的人是：
- 私密、含蓄、难以了解的，甚至是冷漠的
- 概念性、原创、独立的[2]:74

### 潜在的成长空间
有时候，生活环境并不支持INTJ类型的人发展和表现他们的思考（T）和直觉（N）偏好:74。
- 如果INTJ类型没有开发其思考功能，他们可能缺乏可靠的方法，来将其宝贵的见解转化为可达成的现实[2]:74。
- 如果INTJ类型没有开发其直觉功能，他们可能无法获取足够的信息，或只获取那些符合其洞察力的信息。结果，他们可能仅凭着有限且怪异的信息，作出毫无根据的决定[2]:74。

如果INTJ找不到一个可以发挥其天赋并赞赏其贡献的地方，他们通常会感到沮丧:74，并可能会：
- 变得冷漠和莽撞，未能充分提供他们内部处理的资讯
- 动辄批判那些未能迅速看到其愿景的人
- 一心一意、固执地追求理想[2]:74

INTJ类型对他们不偏好的实感（S）和情感（F）功能的关注较少，这本来是正常的:74。然而，如果他们过于忽视这些部分，他们可能会：
- 忽略那些与他们直觉中的格局不相符的细节或事实
- 参与“智力游戏”，在一些抽象问题和术语上争辩不休，但这些话题对他人而言是缺乏意义的
- 未能重视所做的决定对他人造成的影响
- 无法满足他人对赞美或亲密关系的需求[2]:74

在庞大的压力下，INTJ型的人可能会沉迷于感官活动中，例如观看电视重播、打牌、暴饮暴食等，或是过度关注环境中的一些特定细节，而这些细节是他们通常不会察觉、或认为不重要的（例如打扫房间、整理橱柜等）:74。

## 统计学

### 人口分布
根据心理类型应用中心（Center for Applications of Psychological Type）按美国人口类型分布的推算数据显示，INTJ类型约占人口2-4%；性别分布方面，INTJ在女性人口大约占1-3%，在男性人口则约占2-6%。
不过，根据凯尔西气质分类法所指，INTJ所对应的气质“策划人”（英語：Mastermind）只占人口约1%:199。

### INTJ之最
根据《MBTI手册》第三版的研究结果，INTJ类型在美国统计中显示出以下特殊趋势:76：
- （患有慢性疼痛者）最恐惧二次损伤的类型
- 在“学校”和“照顾年迈父母”两方面报告的压力最低
- 最有可能对更高精神力量的信仰说“不”的类型
- 大学本科成绩平均绩点（英語：GPA）最高的两个类型之一，另一個為INFJ
- 理想工作的最重要特征是创造性（英語：creativity）和原创性（英語：originality）
- 经济收入最高的类型
- 最不重视家庭、财务安全、爱情与友情、社区服务的类型

### 注脚
1. ↑  . share.themyersbriggs.com. The Myers-Briggs Company.   [2023-06-04].
2. 1 2 3 4 5 6 7 8 9 10 11 12 13 14 15 16 17 18 19 20 21 22 23 24 25 26 27 28 29 30 31 32 33 34 35  Myers, Isabel; McCaulley, Mary; Quenk, Naomi; Hammer, Allen.  3rd. Consulting Psychologists Press. 1998. ISBN 978-0-89106-130-4.
3. ↑  .   [2011-02-01]. （原始内容存档于2009-05-13）.
4. 1 2  . Keirsey Temperament Assessment.   [2023-07-02]. （原始内容存档于2023-07-02） （英语）.
5. 1 2 3  Keirsey, David.  1st. Prometheus Nemesis Book Co. May 1, 1998 [1978]. ISBN 1-885705-02-6.
6. 1 2  .   [2011-02-01]. （原始内容存档于2017-09-11）.
7. ↑  雪力（夏瑄澧）.  初版. 三采文化股份有限公司. 2023-03-31  [2023-07-26]. ISBN 978-626-358-056-5. （原始内容存档于2023-09-29） （中文（臺灣））.
8. ↑  . TED-Ed.   [2023-07-26]. （原始内容存档于2023-09-29） （英语）.
9. ↑  Myers et al. 1998，第1頁.
10. ↑  Psychological Testing: Principles, Applications, and Issues (2009), p. 502.
11. 1 2  . www.myersbriggs.org. Myers & Briggs Foundation.   [2023-08-22]. （原始内容存档于2023-08-04） （英语）.
12. ↑  Jung, Carl Gustav. . . Princeton University Press. 1971. ISBN 978-0-691-09770-1.
13. ↑  Berens, Linda V.; Nardi, Dario. . . Telos Publications. 2004: 3  [2023-05-25]. ISBN 978-0-9664624-2-5 （英语）. According to Jung, the goal is not to use all the functions equally well but to have one that is dominant or trusted and developed most.
14. ↑  Huber, Kaufmann & Steinmann 2017，第34頁.
15. 1 2  Myers et al. 1998，第6-7頁.
16. ↑  Myers & Myers 1995，第17頁.
17. ↑  Myers et al. 1998，第29頁.
18. ↑  . www.myersbriggs.org. Myers & Briggs Foundation.   [2023-08-06]. （原始内容存档于2023-08-07）.
19. ↑  Myers et al. 1998，第23頁.
20. 1 2  . www.myersbriggs.org. The Myers & Briggs Foundation.   [2023-05-23]. （原始内容存档于2023-06-03）.
21. ↑  . www.myersbriggs.org. Myers & Briggs Foundation.   [2023-08-06]. （原始内容存档于2023-08-04） （英语）.
22. ↑  Keirsey, David.  1st. Prometheus Nemesis Book Co. May 1, 1998 [1978]. ISBN 1-885705-02-6.
23. ↑  . The Myers & Briggs Foundation.   [2023-06-02].
24. ↑  Myers, Isabel Briggs; Mary H. McCaulley.  2nd. Palo Alto, CA: Consulting Psychologist Press. 1985. ISBN 0-89106-027-8 （英语）.
25. ↑  . www.myersbriggs.org. The Myers & Briggs Foundation.   [2023-06-04]. （原始内容存档于2021-05-10）.
26. ↑  . www.myersbriggs.org. The Myers & Briggs Foundation.   [2023-06-04]. （原始内容存档于2021-05-10）.
27. ↑  . www.myersbriggs.org. The Myers & Briggs Foundation.   [2023-06-04]. （原始内容存档于2023-05-20）.
28. ↑  . www.myersbriggs.org. The Myers & Briggs Foundation.   [2023-06-04]. （原始内容存档于2023-04-11）.
29. 1 2 3  Dr. A.J. Drenth. . Personality Junkie.   [2023-06-11]. （原始内容存档于2023-03-26）.
30. 1 2  . www.myersbriggs.org. The Myers & Briggs Foundation.   [2023-06-11]. （原始内容存档于2023-05-14）.
31. ↑  . www.myersbriggs.org. The Myers & Briggs Foundation.   [2023-06-11]. （原始内容存档于2023-05-17）.
32. 1 2 3 4 5  . Personality Junkie.   [2023-07-03]. （原始内容存档于2023-08-09）.
33. 1 2 3 4 5 6 7 8 9 10 11 12 13 14 15 16 17  . Personality Junkie.   [2023-06-07].
34. ↑  .   [2011-02-02]. （原始内容存档于2011-02-08）.
35. ↑  . www.cognitiveprocesses.com. CognitiveProcesses.   [2023-06-09]. （原始内容存档于2023-03-29） （英语）.
36. ↑  .   [2023-07-07]. （原始内容存档于2009-05-13）.